# Pi Centauri
Désignations
Pi Centauri (π Cen, π Centauri) est une étoile binaire de la constellation du Centaure. Sa magnitude apparente combinée est de 3,89. Elle est à environ 360 années-lumière de la Terre.
Les deux composantes sont des naines bleu-blanc. La primaire, π Centauri A, a une magnitude apparente de +4,08, tandis que la magnitude apparente de sa compagne, π Centauri B, est de +5,65. Les deux étoiles orbitent autour de leur centre de masse en 39 ans et selon une excentricité marquée de 0,85. Le demi-grand axe de l'orbite de la compagne est de 0,23 seconde d'arc.
Le système est membre du groupe Bas-Centaure Croix du Sud de l'association Scorpion-Centaure, qui est l'association d'étoiles massives de types O et B la plus proche du Système solaire.